# Sønderborg Patriots
Sønderborg Patriots var en amerikansk fodbold-klub fra Danmark og en af de første danske klubber inden for denne sportsgren, da den blev dannet i slutningen af 1980'erne. Klubben spillede 11-mands amerikansk fodbold under Dansk Amerikansk Fodbold Forbund (DAFF).  

## Historie
Sønderborg Patriots blev officielt oprettet i januar 1988 af de fire grundlæggere: Johan Lauritzen, Henrik Brink Jensen, Harald Lauritzen og Bo Krabbe. De fire grundlæggere spillede året forinden en sæson ved den amerikanske fodboldklub Flensborg Sealords i Nordtyskland.
Klubbens patriotiske navn har sit udgangspunkt i Sønderborg-egnen og slaget ved Dybbøl 18. april 1864 i den Slesvigske krig mod preusserne. 
Sønderborg Patriots var en af de første seks klubber, som blev medlem af Dansk Amerikansk Fodbold Forbund (DAFF) grundlagt i 1989 og som har haft stor effekt på begyndelsen af en ny sportsgren i Danmark og dens popularitet og vækst i Danmark såvel som resten af Skandinavien.[kilde mangler]
I begyndelsen trænede Sønderborg Patriots på en græsbane på Idrætshøjskolen i Sønderborg (Sønderborg Sports Highschool). I 1989 flyttede klubben til banerne på Sønderborg Stadion.
Uden for den sædvanlige footballsæson deltog Sønderborg Patriots også i arena football, som er en 8-mandsudgave og blev spillet i off-sæsonen. 
I 2005 blev en ny klub ved navn Sønderborg Sergeants oprettet.

## Spilledragt
Sønderborg Patriots' spilledragt havde følgende farver: mørkeblå, hvid og rød.

## Trænere
- James Demchsak: 1988
- Glen Kerr: 1988 - 1989
- Kelly McWay: 1989 - 1994
- Diverse spillere med trænerrolle: 1995 -

## Kendte spillere
- Thomas "Bubba" Tønning Knudsen: Defensive Line og Linebacker 1988-1991
- Flemming Johansen                                               Quarterback 2 DM guld                         Spillede mange år i Tyskland også.
- Bo Krabbe - Klub stifter af Sønderborg Patriots: Running back (halfback/tailback), Punt returner, Kick returner, Gunner; Flensburg Sealords 1986 - 1987, Sønderborg Patriots 1987 - 1992.
- Harald Lauritzen - Klub stifter af Sønderborg Patriots: Quarterback; Flensburg Sealords 1986 - 1987, Sønderborg Patriots 1987 - 1992 1992 - 1995 Flensburg Sealords. 1995 - 1996 Herlev Rebels 1997 - 2000 Flensburg Sealords 2001 - 2002 Herning Hawks 2003 - 2005 Flensburg Bulls 2005 - 2007 Flensburg Baltic Pirates 2008 - 2009 Viby Troopers 2009 - 2010 DGF Bulls